# Мероитский язык

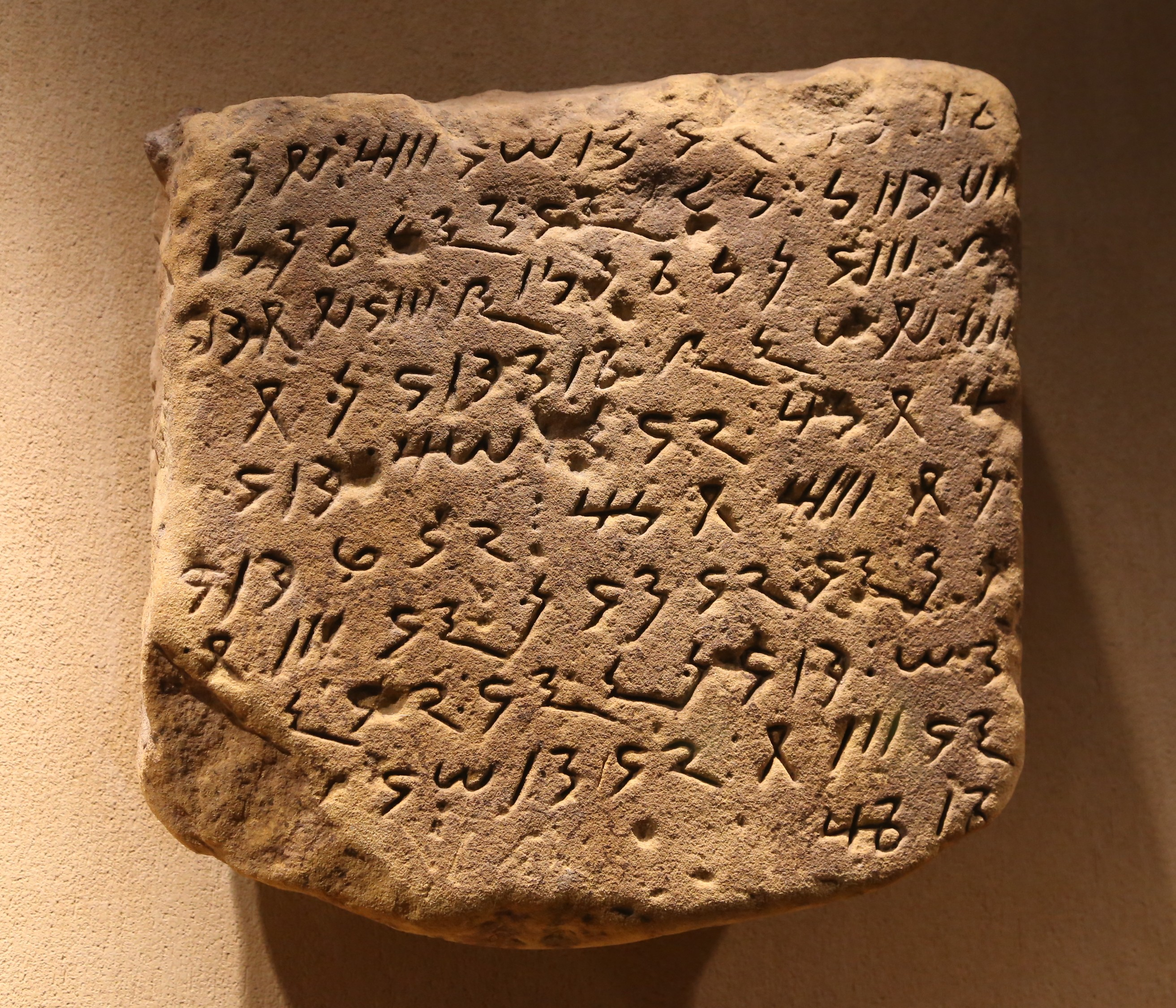
Глиняная таблица с образцом мероитского письма (~1 в н.э). Египетский музей и собрание папирусов.

Мерои́тский язы́к — исчезнувший язык древнего государства Мероэ, распространённый в долине Нила между Асуаном и Хартумом на территории современного Египта и Судана в VIII в. до н. э. — IV в. н. э. Для его записи существовало особое мероитское письмо (алфавит из 23 знаков), созданное по образцу египетских односогласных знаков из древнеегипетских иероглифов.
Мероитские надписи обычно начинаются словами weši:šereyi «О, Исида, о, Осирис». В настоящий момент известно около ста значений мероитских слов, большая их часть — заимствования из египетского или имеют аналогию в нубийском: tewisti поклонение, pelames генерал, perite представитель, ate вода, wayeki звезда, demi год, mash солнце, kdi женщина (известно лишь одно мероитское числительное -tbu 2). В языке нет категории рода, множественное число передаётся (как и в нубийском языке) постпозитивным формантом eh, -h. В мероитской письменности отсутствовало различие для передачи o и u, в нём не было лигатур. Известно, что слово kandak означает не имя собственное, а некий титул.
Лишь единожды о Мероэ упоминает Новый завет: в Деяниях святых апостолов рассказывается как Филиппом окрещён «муж Ефиоплянин, евнух, вельможа Кандакии, царицы Ефиопской».

## Фонетика
На основании сопоставления с другими языками, в мероитском языке определено 16 согласных звуков, 2 полугласных и 4 гласных. Характер гласных установлен довольно приблизительно. Слоги чаще всего открытые.

## Лексика
Слова мероитского языка могут иметь консонантный и консонантно-вокалический корень. Корни, состоящие из более 3 согласных, являются заимствованными. До нас дошло не очень много мероитских слов, в основном это имена людей и богов, жреческие титулы, топонимы, названия явлений природы и др. Распространены составные слова. В мероитском языке отмечены заимствования из египетского и коптского языков, а также, через посредство последнего, — из древнегреческого.

## Морфология
В мероитском языке можно выделить имена (существительные, прилагательные и числительные), глаголы и частицы (приимённые, приглагольные и смешанные). Местоимения самостоятельной формы не имеют и относятся не к частям речи, а к служебным элементам. Среди них выделяются указательные, приглагольные прямого объекта, приглагольные косвенного объекта, и притяжательные. Относительно глаголов сведений очень мало. Среди частиц выделяются предложные послелоги, наречные и междометийные частицы.

## Синтаксис
В мероитском языке распространены безглагольные предложения. Порядок слов в предложении: подлежащее—определение—прямое дополнение—косвенное дополнение—послелог. Усиление смысла фразы выражается повтором слов. Союзов в мероитском языке не выявлено.

## Гипотезы родства
Одни лингвисты (Б. Триггер, Дж. Гринберг) предполагают, что мероитский язык отдалённо связан с нило-сахарскими языками, другие считают, что при современном уровне его изучения ещё нельзя точно говорить о его родственных связях (Ф. Хинце). Научное изучение мероитского языка берёт начало с дешифровки мероитской письменности Ф. Л. Гриффитом в 1909—1917 гг.
К. Р. Лепсиус поначалу считал, что мероитский язык близок нубийскому, затем − беджа. По мнению Ф. Гриффита, «аналогии нубийского языка с мероитским, как в структуре, так и в вокабуляре, настолько поразительны, что заслуживают упоминания». Дж. Гринберг вынужден был в 1955 признать, что «мероитский язык не родственен никакому из ныне существующих в Африке». П. Шинни предположил, что мероитский язык родственен малоизвестным команским языкам.
В 2000-е годы К. Рийи представил достаточно убедительные доказательства принадлежности мероитского языка к восточносуданским.